# Piptochaetium featherstonei
Piptochaetium featherstonei là một loài thực vật có hoa trong họ Hòa thảo. Loài này được (Hitchc.) Tovar miêu tả khoa học đầu tiên năm 1988.